# 白井常信
白井 常信（しらい じょうしん、1944年12月3日 - 2024年1月7日）は、日本の元政治家。宮崎県生まれ。東京都議会議員を務めた。

## 来歴・人物

### 生い立ち
宮崎県児湯郡高鍋町に父・恒春、母・万佐子の次男として生まれる。恒春は、職業軍人（陸軍中佐）としてフィリピン・レイテ島へ特攻作戦に従軍したが、1945年に戦死。万佐子の実家がある香川県に転居。高松市立亀阜小学校卒業。紫電中学校に入学したが、母の仕事の都合で東京都文京区立第七中学校（現在の音羽中学校）へ転校。その後東京都立豊島高等学校を卒業。1963年、中央大学に入学し、1968年に卒業。

### 職歴
- 1968年 - 公明党渉外部（後の書記局）就職
- 1969年 - 国会議員秘書
- 1975年 - 東京都議会議員選挙に八王子市選挙区より立候補するも、落選
- 1981年 - 東京都議会議員に当選
警察、消防、建設、公営企業、環境等の委員長、副委員長を歴任
- 2001年 - 東京都議会議員を退職
東京都議会議員待遇者
帝京大学顧問
- 2004年 - 東京都中小企業振興事業協同組合・代表理事に就任

## 主な著書
- 土地ファンド必勝法（2006年6月）